# Palla elastica
La palla elastica è uno sport sferistico praticato in Italia.

## Storia
L'origine di questa specialità del pallone risale probabilmente agli antichi romani e il modo di giocare è cambiato attraverso i secoli. Attualmente, in diverse zone d'Italia, la palla elastica si pratica prevalentemente secondo il regolamento originario della provincia di Lucca e della provincia di Brescia, mentre la variante che si praticava in provincia di Trento è praticamente scomparsa.

## Regolamento
Questa disciplina si gioca in sferisterio su campo lungo 75 m. con parete di appoggio, in muratura o legno, alta da 10 a 13 m. e le squadre che si affrontano hanno ciascuna 5 giocatori: un battitore, una spalla, tre terzini. Si deve colpire con una mano nuda la palla che è quella da tennis privata dello strato di feltro. La partita si vince quando si totalizzano 6-7-9-11 giochi con due cacce: il numero dei giochi dipende dalle categorie. Il punteggio di ogni gioco è questo: vince chi totalizza 4 punti (15, 30, 40, gioco. Come nel tennis sul 40 pari si va ai 2 vantaggi - "sempio e zoek" in Vallesabbia). Gli incontri sono diretti da un arbitro coadiuvato da due portatori di caccia. I campionati annuali sono: categoria A, categoria B, juniores fino 18 anni e giovanile fino 14 anni.